# Дистанційка

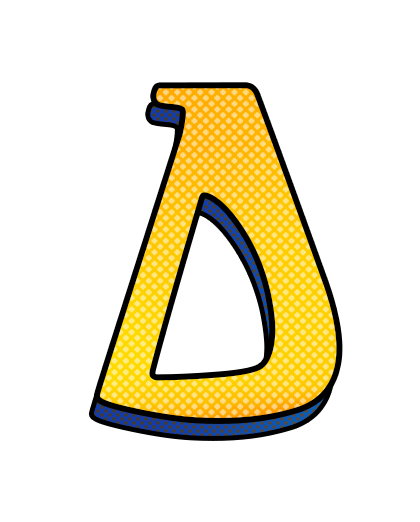
Логотип Дистанційки

Освітньо-популярний проєкт "Дистанційка" — навчальні відеоуроки з шкільної програми, що публікуються на Youtube-каналі Dream School. Канал Dream School увійшов у список найпопулярніших україномовних ютуб каналів в категорії "Освіта". 
На разі, проєкт "Дистанційка" налічує близько 50 відео з різних предметів, починаючи з основ здоров'я та художньої культури і закінчуючи українською мовою, історією та літературою. Постійними ведучими проєкту були запрошені молоді актори Володимир Чалчинський та Аліна Козачишин-Чалчинська.
Метою проєкту є популяризація освіти. Зважаючи на це, відео поєднують в собі навчальну і розважальну складову. Між інформаційними блоками є комедійні інсценовані історії, пов'язані з героями окремого випуску.

## Цікаві факти
Перший випуск був опублікований 26 листопада 2018 року, коли ще не було масового попиту на дистанційну освіту у зв'язку з поширенням коронавірусу. 
Станом на січень 2024 року команда проєкту налічує чотирьох людей: ведучий відео з історії і режисер Володимир Чалчинський, ведуча відео з літератури та мистецтва  і авторка проєкту "Чи то слухання, чи то читання" Аліна Козачишин-Чалчинська, сценарист відео з історії України Дмитро Поліщук, режисер монтажу та автор спецефектів Сергій Аніпченко. Також у відео іноді запрошують інших осіб. .